# Phoradendron anceps
Phoradendron anceps är en sandelträdsväxtart som först beskrevs av Spreng., och fick sitt nu gällande namn av Gomez de la Maza. Phoradendron anceps ingår i släktet Phoradendron och familjen sandelträdsväxter. Inga underarter finns listade i Catalogue of Life.